# Giovanni Lorenzo Bernini
Giovanni Lorenzo Bernini zw. Gianlorenzo (ur. 7 grudnia 1598 w Neapolu, zm. 28 listopada 1680 w Rzymie) – włoski rzeźbiarz, malarz i architekt; jeden z najwybitniejszych artystów baroku.

## Życiorys
Działał głównie w Rzymie, gdzie tworzył rzeźby o tematyce mitologicznej (Apollo i Dafne) i religijnej (Ekstaza św. Teresy, Dawid), popiersia portretowe (kardynała Scipione Borghese, Costanzy Bonarelli, króla Ludwika XIV), fontanny (Fontanna Czterech Rzek, Fontanna Trytona) i nagrobki (Urbana VIII i Aleksandra VII).
Jako architekt kierował budową bazyliki św. Piotra, dla której wykonał baldachim nad grobem św. Piotra (wsparty na 4 spiralnych kolumnach) oraz oprawę tronu św. Piotra (Cathedra Petri). Wybitnym dziełem architektoniczno-urbanistycznym jest przebudowa placu św. Piotra i objęcie go monumentalną kolumnadą. Inne prace architektoniczne: kościół Santa Bibiana, Sant’Andrea al Quirinale w Rzymie oraz kościoły w Castel Gandolfo i w Ariccia; w Paryżu pracował przy przebudowie Luwru.
Twórczość Berniniego cechuje dążenie do okazałości, dynamizmu i ekspresji, znakomite wyczucie formy, proporcji i perspektywy, perfekcyjne operowanie formami klasycznymi. Wywarł decydujący wpływ na rozwój baroku w Europie.

## Wczesna twórczość
Urodził się w Neapolu jako syn rzeźbiarza Pietra Berniniego. Pietro w 1605 roku został wezwany do Rzymu przez papieża Pawła V, by dla kościoła Santa Maria Maggiore wykonać relief z Wniebowzięciem Maryi; wraz z nim do Wiecznego Miasta wyjechał kilkuletni Gianlorenzo. Miał on początkowo interesować się malarstwem i, jak wynika z przekazu Filippa Baldinucciego, już w wieku 8 lat miał rzeźbić. Mając 11 lat wyrzeźbił nagrobek biskupa Giovanniego Battisty Santoniego dla kościoła Santa Prassede w Rzymie. Swoim talentem wzbudził zainteresowanie papieża Pawła V i kardynała Scipione Caffarelli-Borghese, dla których wykonał popiersia. Między 1618 i 1625 rokiem dla Scipione Borghese wykonał dzieła, które przyniosły mu sławę: Eneasza, Anchizesa i Askaniusza (1618-19), Dawida (1623-24), Plutona i Prozerpinę (Porwanie Prozerpiny przez Neptuna, 1621-22) i Apolla i Dafne (1622-25) – dziś wszystkie w Galerii Borghese.
Grupa Eneasza, Anchizesa i Askaniusza ukazuje opartą na opisie Wergiliusza scenę ucieczki Eneasza z Troi, skomponowaną przez rzeźbiarza w sposób chwiejny i z wyraźnym wpływem twórczości ojca młodego artysty, Pietra. Dawid, w przeciwieństwie do renesansowych, statycznych posągów Donatella, Verrocchia i Michała Anioła, ukazuje postać w ruchu. Dawid nie jest już statyczny, nie stoi w oczekiwaniu przed walką ani po zwycięstwie, ale pokazany jest w chwili napięcia, z zaciętym wyrazem twarzy i procą przygotowaną do oddania strzału. Podobny dynamizm zawarty jest w grupie Plutona i Prozerpiny, w której dziewczyna wyrywa się z objęć boga. Jej twarz wyraża przerażenie i protest. Bernini skontrastował tu postać młodej, pięknej dziewczyny z postawnym, umięśnionym i brodatym Plutonem, wykonanym dodatkowo z ciemniejszego marmuru. Temat do Apolla i Dafne zaczerpnął z Przemian Owidiusza. Oto Apollo ściga Dafne, do której zapałał nieodwzajemnioną miłością. Przerażona nimfa pod jego dotykiem zamienia się w drzewo laurowe. Bernini w sposób typowy dla baroku ukazał właśnie ten moment metamorfozy, przelotną chwilę, gdy obejmowaną przez Apolla Dafne zaczyna pokrywać kora, a z jej rąk wyrastają gałęzie i liście.
Do grupy wczesnych, ale dojrzałych już dzieł artysty, należy jeszcze Neptun i Tryton wykonany ok. 1622 dla kardynała Alessandra Perettiego (obecnie w Muzeum Wiktorii i Alberta).

## Czasy Urbana VIII

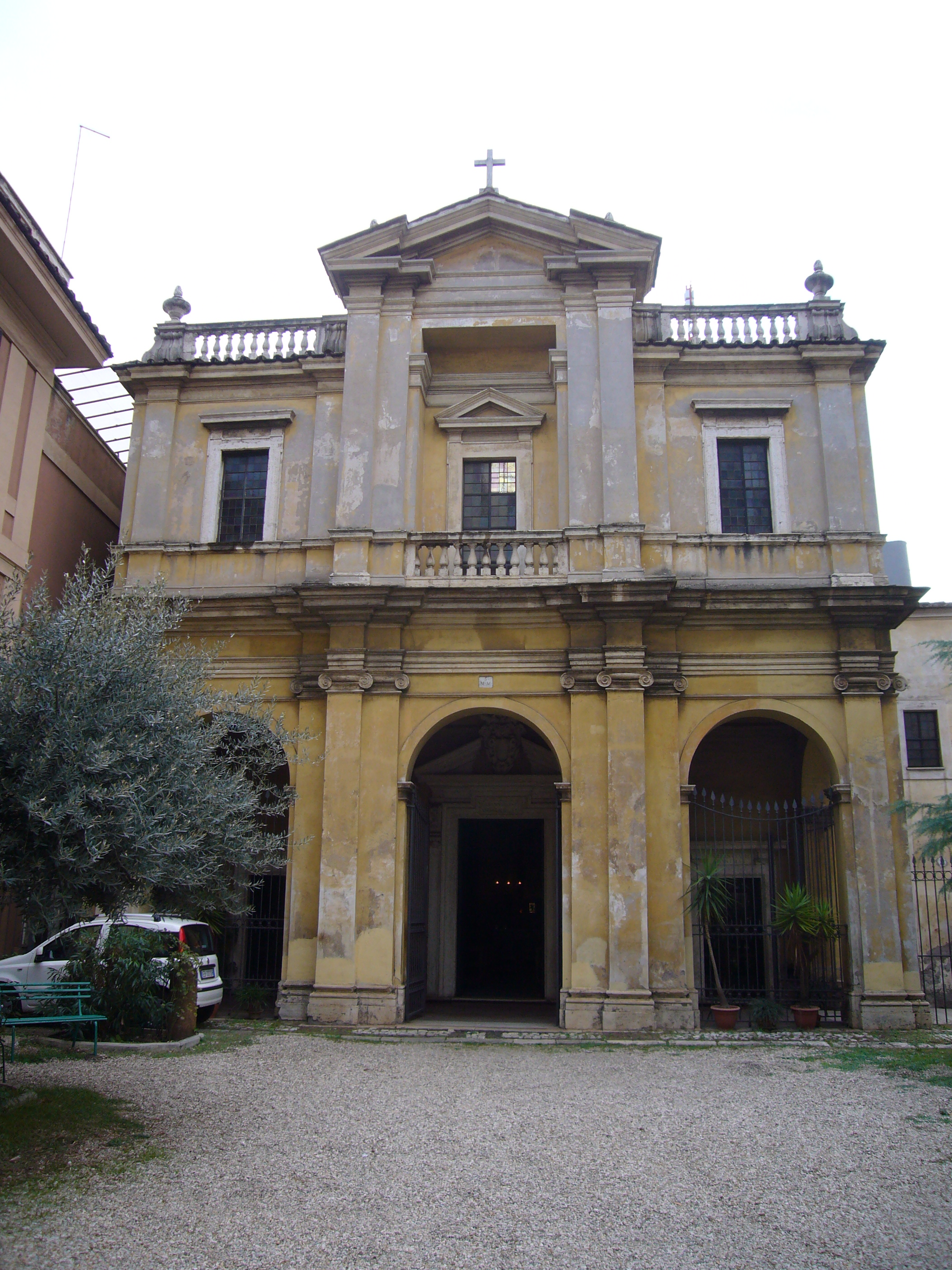
Santa Bibiana w Rzymie, 1624-26

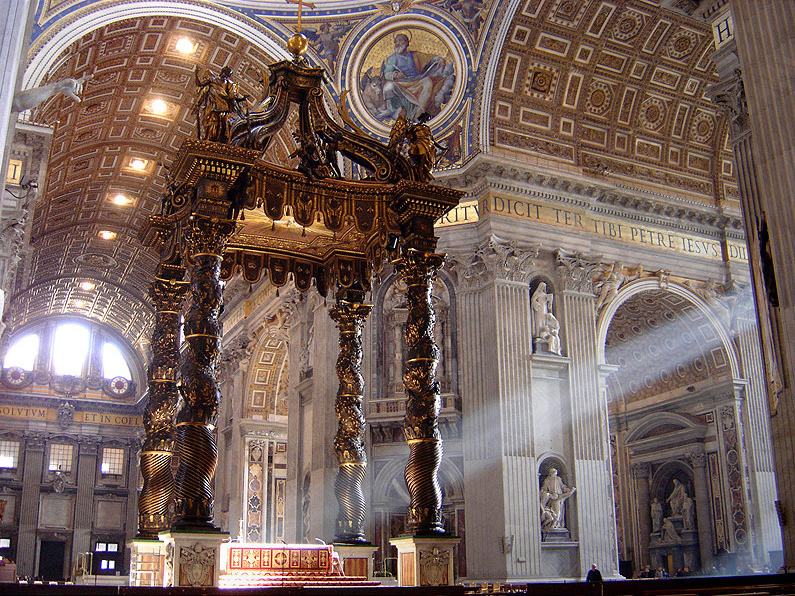
Baldachim nad grobem św. Piotra, 1624-33

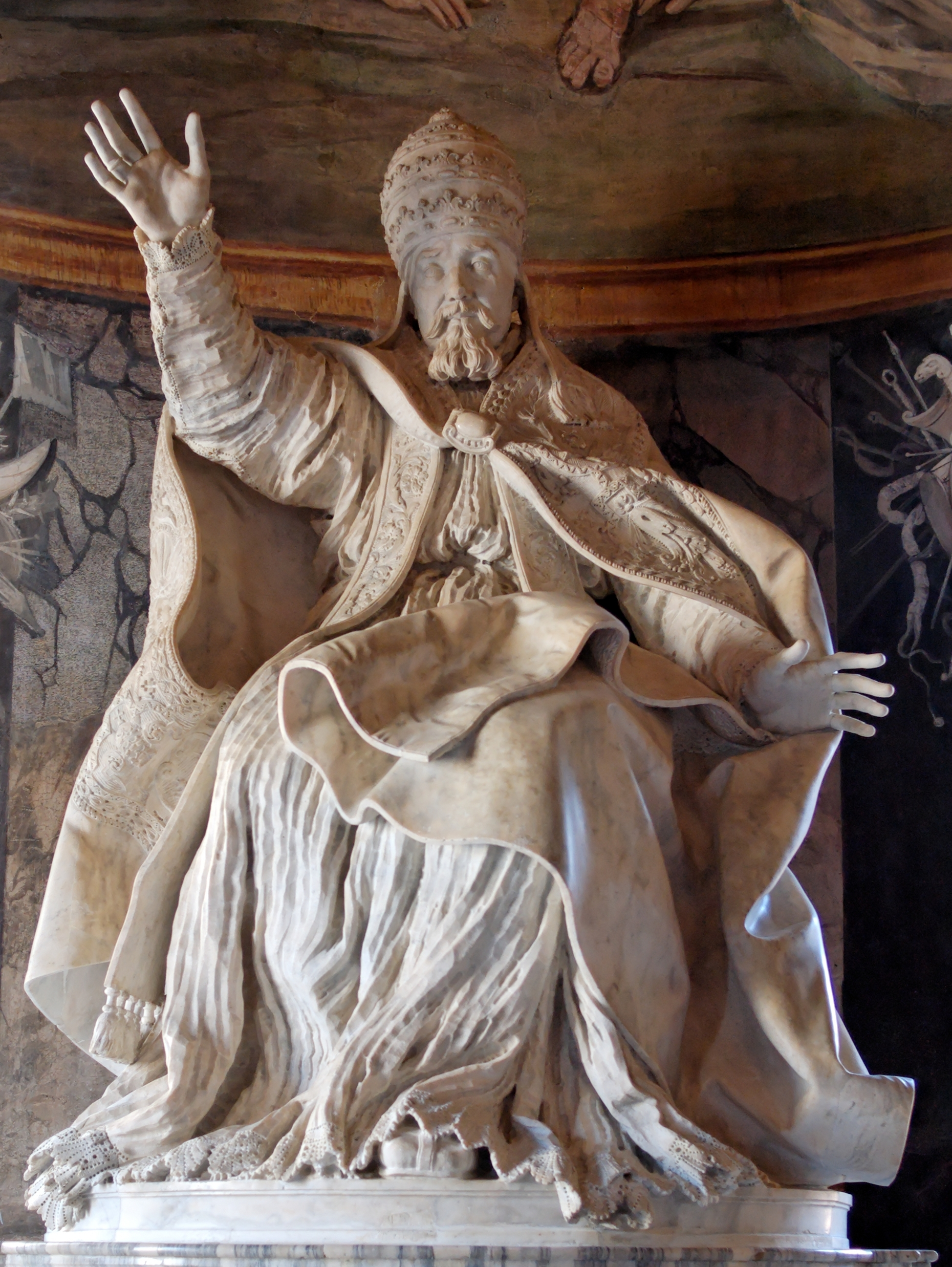
Urban VIII (fragment jego nagrobka; tu rzeźba z marmuru, oryginał z brązu), 1628-47

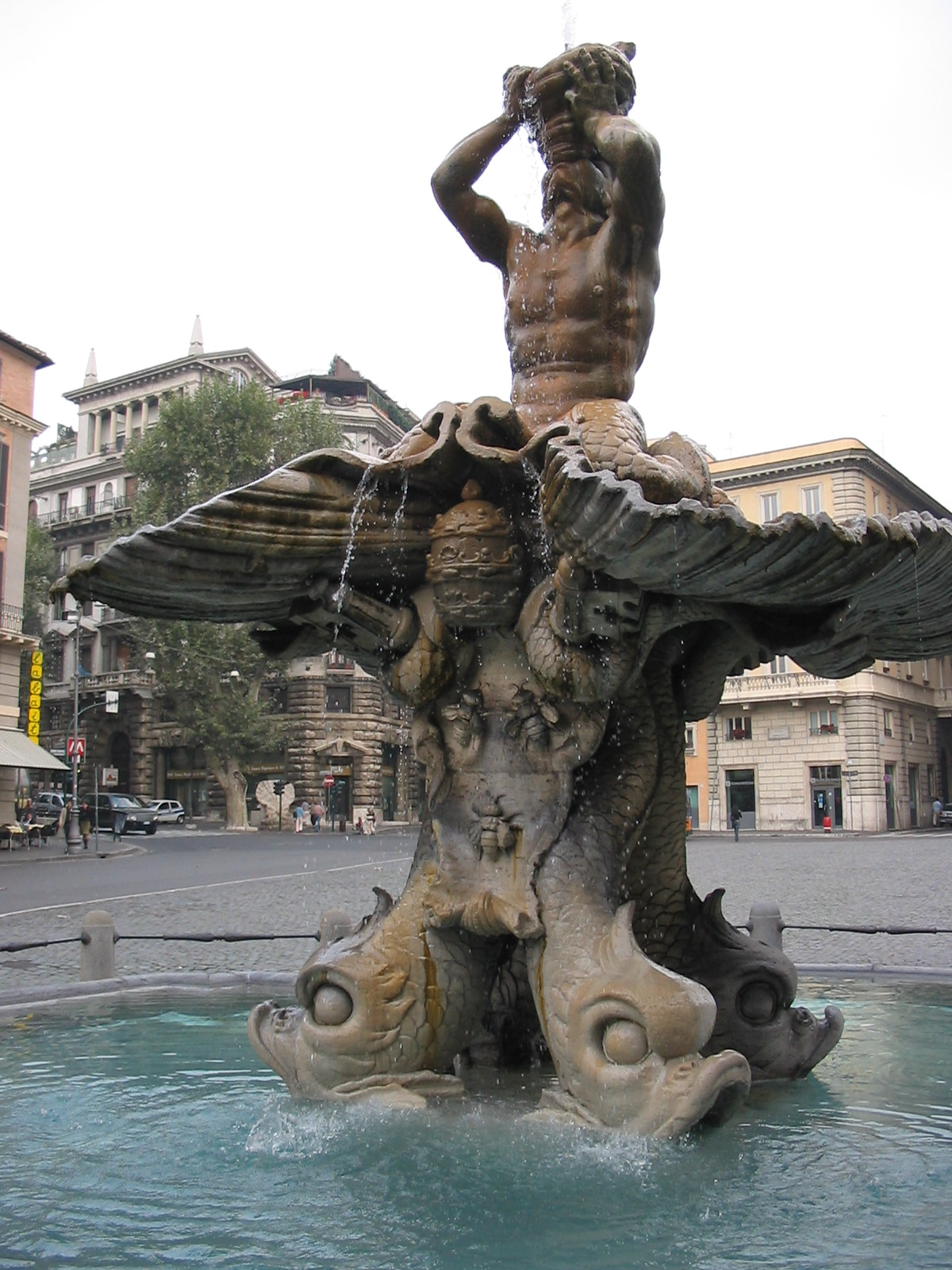
Fontanna Trytona, Piazza Barberini, Rzym

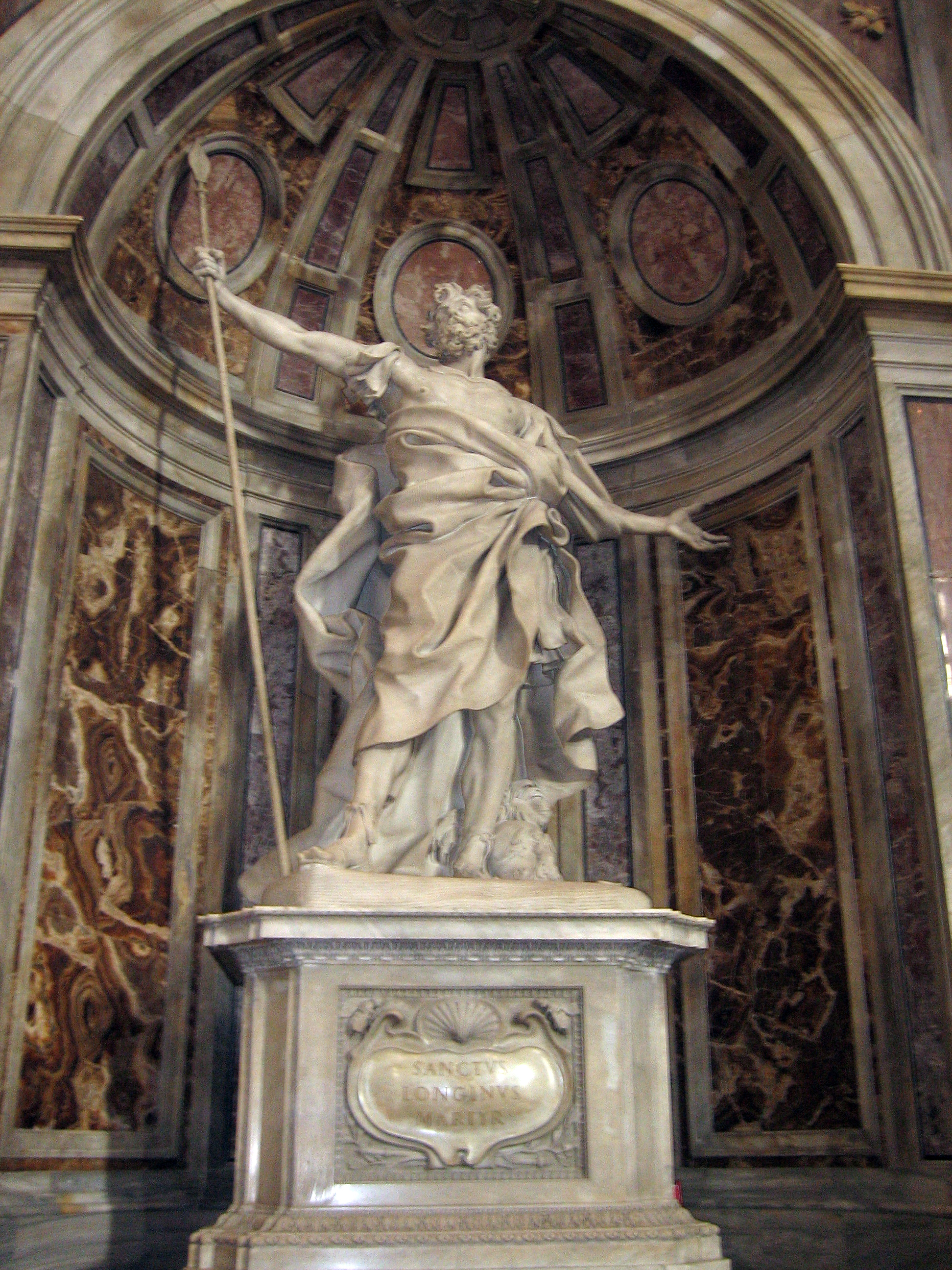
Święty Longin, bazylika św. Piotra, 1629-38

Pontyfikat Urbana VIII był bardzo sprzyjający dla działalności Berniniego. Rzeźbiarz był wręcz faworytem papieża i podczas pierwszej audiencji u niego artysta miał usłyszeć z jego ust, że wielkim jest szczęściem dla Berniniego, że na tronie papieskim zasiadł Matteo Barberini, ale jeszcze większym szczęściem jest dla papieża (według innych wersji: nie mniejszym szczęściem dla papieża), że Bernini żyje w jego czasach. Karierę architekta Bernini rozpoczął od zaprojektowania dla Urbana VIII w latach 1624–1626 fasady kościoła Santa Bibiana w Rzymie. Jest to fasada dwukondygnacyjna, o kondygnacjach równej wysokości, podzielonych na trzy pola, przy czym pole środkowe w górnej kondygnacji jest wyższe i zwieńczone przyczółkiem.
Jednak dziełem, które przyniosło artyście prawdziwy rozgłos, był baldachim nad grobem św. Piotra w bazylice watykańskiej, nazywany także konfesją i tabernakulum. W bazylice stał już baldachim wzniesiony za Pawła V, jednak był on zbyt mały w porównaniu do całego kościoła. Bernini zaprojektował więc konstrukcję ogromnych rozmiarów z brązu, która miała stanąć pod kopułą. Z braku wystarczającej ilości brązu Urban VIII polecił przetopić brązową dekorację Panteonu, co spotkało się z krytyczną oceną i zostało opisane w paszkwilu, głoszącym, że czego nie zrobili barbarzyńcy (po włosku barbari), tego dokonali Barberini (Urban VIII wywodził się z rodu Barberinich). Także w kolegium kardynalskim podnosiły się głosy sprzeciwu wobec rozmiarów konstrukcji, a co za tym idzie, kopania głębokich fundamentów i ewentualnego naruszenia grobu świętego Piotra. Mimo tego i ogromnych kosztów, baldachim został wykonany i odsłonięty 29 czerwca 1633 roku. Wysoki na 28 metrów i ważący około 90 ton, spotkał się z powszechnym zachwytem. Bernini wykorzystał w nim formę cyborium, wspartego na spiralnych kolumnach. Motyw kręconych kolumn zaczerpnął bezpośrednio z podobnych kolumn, które w ilości 12 stały we wcześniejszej bazylice św. Piotra, wzniesionej za Konstantyna Wielkiego. Osiem z nich Bernini wykorzystał w loggiach nad niszami w filarach pod kopułą, cztery pozostałe zostały ustawione w innym miejscu. Tradycja kolumny te wywodziła z jerozolimskiej świątyni Salomona. Dzięki Berniniemu spiralne kolumny zostały spopularyzowane i później powtarzane przez innych artystów. W baldachimie Bernini swoje kolumny o kapitelach kompozytowych ustawił na czterech impostach z herbami Urbana VIII. Na kolumnach wsparł wyłamujące się nad nimi pełne belkowanie, w pozostałych partiach pozbawione fryzu i architrawu, a posiadające jedynie gzyms i zwieszające się z niego lambrekiny. Wyżej umieścił wyrastające z belkowania woluty, łączące się ze sobą w części szczytowej i zwieńczone kulą z krzyżem. Na belkowaniu na osiach kolumn ustawił cztery posągi, przedstawiające aniołów.
W międzyczasie, w 1628 roku, Bernini rozpoczął pracę nad nagrobkiem Urbana VIII, ukończonym dopiero w 1647. Składa się on z czarnej tumby z siedzącymi po bokach Sprawiedliwością i Miłosierdziem oraz z cokołu, wznoszącego się za nimi, na którym siedzi postać papieża. Urban VIII ma podniesioną rękę w geście błogosławieństwa; jego szaty układają się w dynamiczne fałdy. Brąz i złoto posągu kontrastuje z czarną tumbą, bielą personifikacji i różnokolorowymi marmurami, którymi wyłożona jest nisza.
Bernini zasłynął również jako autor fontann, łączących w nowy sposób wodę i kamień, treści alegoryczne i mitologiczne motywy. Także dla Urbana VIII zaprojektował Fontannę Trytona, gloryfikującą papieża, a ukończoną w 1643 roku. Fontanna stanęła na Piazza Barberini. Ta złożona wyłącznie z elementów rzeźbiarskich kompozycja oparta została na Przemianach Owidiusza – ukazuje moment wynurzenia się z wody czterech delfinów, podtrzymujących muszlę z Trytonem. Fontannę dodatkowo zdobią insygnia papieskie.
W 1629 roku, po śmierci Carla Maderny, Bernini przejął kierownictwo dwóch budów: Palazzo Barberini w Rzymie i nadal niedokończonej bazyliki św. Piotra. Rzut pałacu rodziny Barberinich był już zaprojektowany przez Madernę; pozostałą część pracy wykonali wspólnie Bernini i Francesco Borromini. W tym samym 1629 roku czterej artyści otrzymali zlecenia wykonania rzeźb do nisz w filarach pod kopułą w bazylice watykańskiej. Miały one przedstawiać świętych związanych z przechowywanymi w kościele relikwiami. Obok Berniniego, który wyrzeźbił św. Longina, swoje posągi wykonali: François Duquesnoy (św. Andrzej), Francesco Mocchi (św. Weronika) i Andrea Bolgi (św. Helena). Być może jednak wszystkie cztery zaprojektował Bernini, a pozostali artyści byli tylko wykonawcami. Bernini ukazał Longina, rzymskiego żołnierza, który przebił bok Chrystusa, w momencie nawrócenia, z rozłożonymi na kształt krzyża rękoma. Stworzył rzeźbę monumentalną i dynamiczną. Wszystkie cztery posągi umieścił w zaprojektowanych przez siebie niszach powiązanych z wyżej usytuowanymi balkonami, z których pokazywano wiernym owe relikwie.
Obok wykonywania dekoracji wewnątrz bazyliki, Bernini kierował także, o czym była mowa wyżej, budową samego kościoła. Jego poprzednik, Maderna, dostawił do bazyliki św. Piotra fasadę i po jej bokach przewidział dwie wieże, wykonane już w dolnych partiach. Bernini kontynuował prace według własnych projektów, gdy w 1642 roku w sąsiedztwie wieży pojawiły się rysy. Rywalizujący z Berninim Borromini wymusił wstrzymanie prac, a wkrótce (1644) zmarł Urban VIII. Nowy papież, Innocenty X na stanowisko Berniniego powołał Borrominiego, który nakazał zburzenie wież Berniniego.
Obok prac w bazylice Bernini zajmował się także wykonywaniem popiersi portretowych. Oprócz wiernego oddania wyglądu danej postaci skupiał się także na oddaniu osobowości modela. W 1632 wykonał popiersie Scipione Borghese. Około 1636–1637 wyrzeźbił popiersie Constanzy Bonarelli; to prywatne w charakterze przedstawienie ukazuje żonę współpracownika Berniniego, w której był zakochany. Kolejne popiersia artysta tworzył także w dalszych latach swojej twórczości.

## Czasy Innocentego X

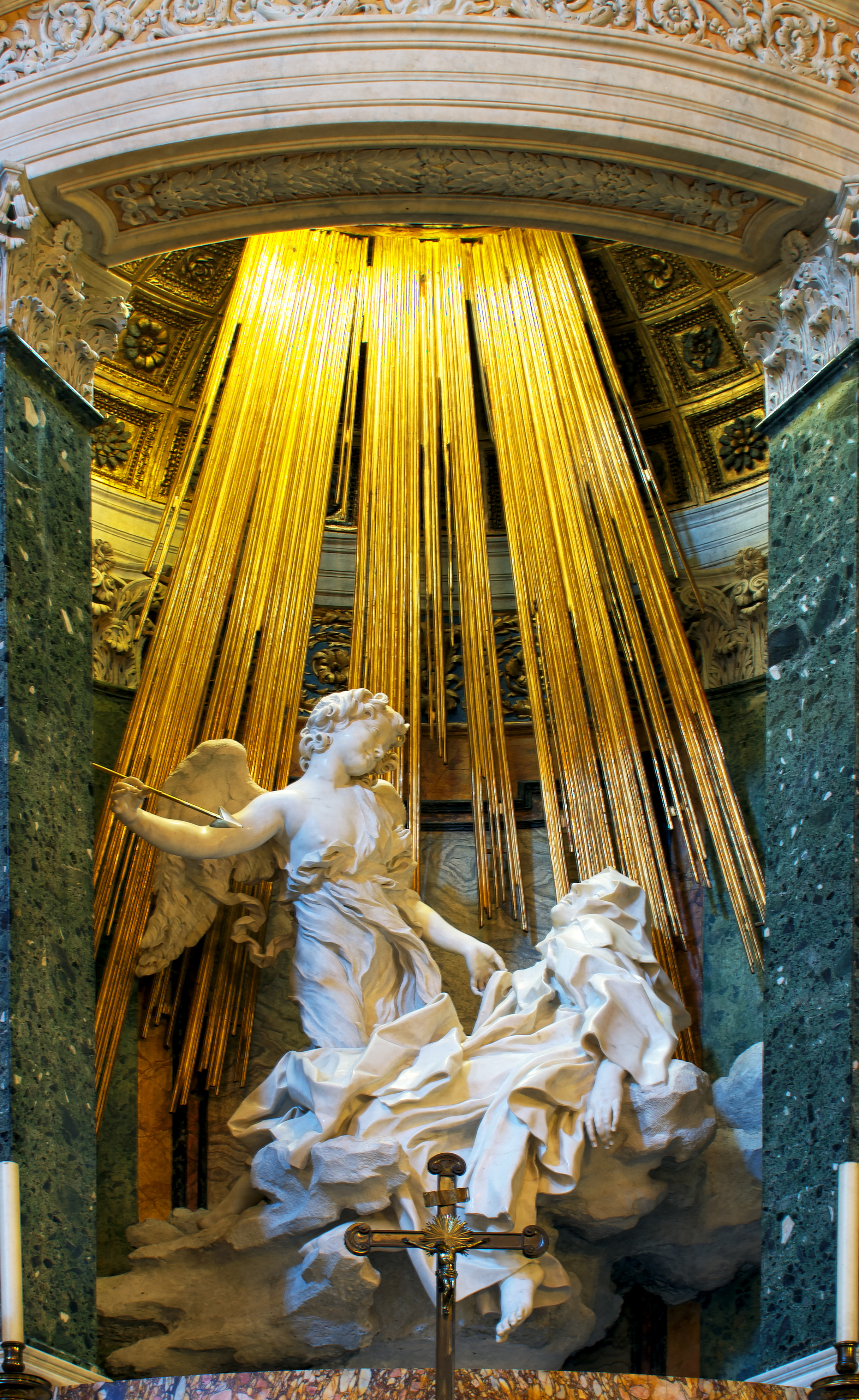
Ekstaza świętej Teresy, kaplica Cornaro, Santa Maria della Vittoria, Rzym

Niechęć nowego papieża do Barberinich odbiła się na Berninim, który popadł w papieską niełaskę. Skorzystał z tego kardynał Cornaro zamawiając u artysty dekorację rodzinnej kaplicy mieszczącej się przy kościele Santa Maria della Vittoria w Rzymie. I tak w 1647 roku Bernini rozpoczął prace w kaplicy, w tym nad grupą ekstaza świętej Teresy – dziełem, które stało się najbardziej kontrowersyjnym w jego dorobku, ale i najbardziej podziwianym, a także uznanym za punkt kulminacyjny w jego twórczości. Tę rzeźbę z białego marmuru Bernini umieścił w nastawie ołtarzowej w kaplicy Cornaro, oddzielonej od głównej przestrzeni kościoła jedynie niska balustradą. Stworzył kompozycje o charakterze niemal teatralnym, co podkreślają wyrzeźbieni członkowie rodziny fundatora, umieszczeni w lożach po bokach kaplicy.
W niszy z wielobarwnego marmuru Bernini umieścił rzeźbę anioła i świętej Teresy z Avila, znajdującej się w stanie ekstazy. Jest to ilustracja widzenia Teresy: zobaczyła anioła niezwykłej urody, trzymającego włócznię. Przeszył on nią jej serce, sprawiając jej niewysłowiony ból i radość zarazem. Anioł opuścił ją, pozostawiając z wielką miłością do Boga. Bernini ukazał właśnie ów moment, gdy tracąca przytomność Teresa oczekuje na strzałę, trzymaną przez anioła. Święta unosi się na obłoku, jej noga i ręka zwisają bezwładnie, wysuwając się spośród obficie fałdowanej szaty. Teresa zamyka oczy, równocześnie niby wydając jęk z wpół otwartych ust. Nad nią stoi anioł, wyciągając w jej kierunku strzałę. Ponad nimi znajduje się niewidoczne okno, przez które wpada światło oświetlające ich i podkreślające blask złotych promieni w tle. Jak pisze Jan Białostocki: Wnikliwość obserwacji [i] przemyślane użycie środków tworzących iluzję połączone są dla stworzenia potężnego efektu i wywołania wrażenia porywającego duszę widza podatnego na religijne wzruszenie. Zdaniem Juliana Pagaczewskiego spośród różnych przedstawień ekstaz to właśnie ta stała się najsławniejsza jako najlepszy plastyczny wyraz mistyczno-ekstatycznego kierunku, który był jednym z najbardziej znamiennych objawów życia religijnego w epoce kontrreformacji. Powszechny zachwyt współczesnych spowodował liczne powtórzenia rozwiązań Berniniego, m.in. wykorzystanego tu motywu obłoku z puttami. Jednak aplauz doby baroku sto lat później zamienił się w krytykę, dotyczącą choćby owych tłustych aniołków czy trywialnie wyeksponowanej erotyki.

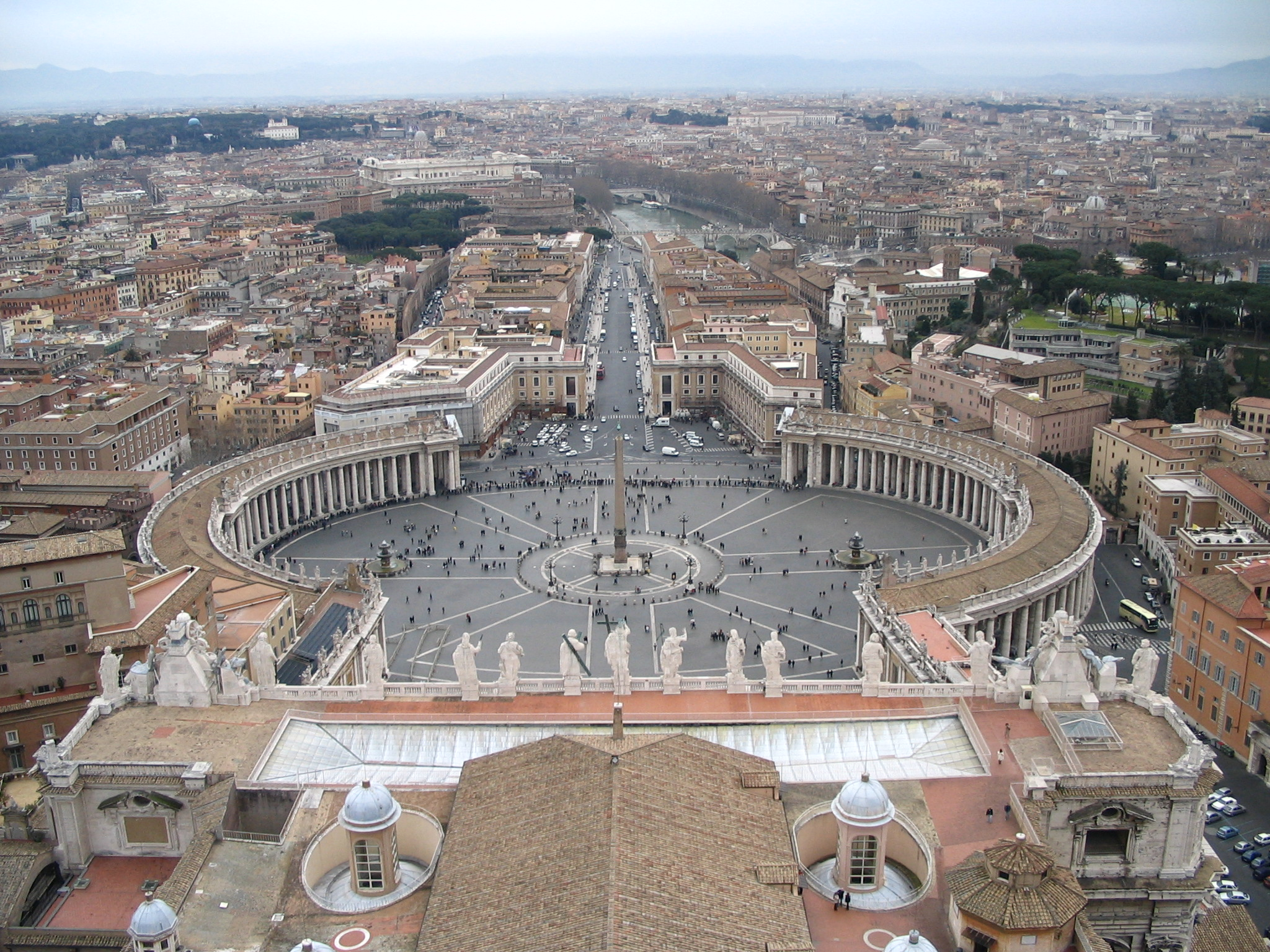
Plac przed bazyliką św. Piotra (widok z kopuły bazyliki), 1656-67

W tym okresie Bernini stworzył kolejne fontanny. Borromini, główny artysta Innocentego X, zaprojektował dla papieża fontannę, mającą stanąć na Piazza Navona przed kościołem rodowym Innocentego Sant’Agnese in Agone. Projekt jednak nie spodobał się zleceniodawcy. Niccolò Ludovisi polecił Berniniemu przygotować nowy projekt, po czym przedstawił go Innocentemu. Papieżowi przypadł on do gustu i zdecydował się na jego realizację. Tak powstała Fontanna Czterech Rzek (Fontana dei Quattro Fiumi) – kompozycja złożona wyłącznie z elementów rzeźbiarskich, zwieńczona egipskim obeliskiem. Cztery siedzące na skale postacie to personifikacje czterech największych – według ówczesnej wiedzy – rzek świata: Dunaju, Gangesu, Nilu i La Platy.
Na tym samym placu rodzina Pamphilich zamówiła jeszcze jedna fontannę, zwaną Fontanną del Moro od murzyńskich rysów głównego posągu. Fontanna ta, powstała w latach 1653–1655, obok wspomnianego już atlety trzymającego delfina, składa się z siedzących po bokach trytonów.

## Czasy Aleksandra VII
Po śmierci Innocentego X, nowy papież Aleksander VII mianował Berniniego nadwornym artystą. Bernini powrócił do prac przy bazylice watykańskiej, która po zburzeniu jego wież przez Borrominiego stała niewykończona. Jej fasada była w efekcie zbyt szeroka, więc Bernini postanowił tak zagospodarować plac przed kościołem, by optycznie go zwęzić. Teren podzielił na dwie części; części bezpośrednio przed bazyliką nadał rzut trapezu, dłuższą podstawą przylegającego do bazyliki. Natomiast krótszą podstawę trapezu połączył z drugą częścią, elipsą. W efekcie pozwoliło to na optyczne skorygowanie proporcji fasady. W ramionach trapezu stanęły jednokondygnacyjne galerie, a wokół eliptycznego placu kolumnada, złożona z czterech rzędów toskańskich kolumn o wysokości 20 m, dźwigających belkowanie z ustawionymi na nim posągami świętych. W centrum elipsy ustawiono egipski obelisk, a po bokach dwie fontanny. Budowa trwała w latach 1656–1667.
Jeszcze przed końcem prac na placu, Bernini zajął się budową kościoła Santo Tommaso da Villanova w Castel Gandolfo (1658-61), a potem kościoła Santa Maria della Assunzione w Ariccii (1662-64). Przebudował także tzw. Scala Reggia (Schody Królewskie) – klatkę schodową między bazyliką a pałacem watykańskim, gdzie w zwężającej się przestrzeni architekt zastosował sztuczki optyczne.
Dla bazyliki św. Piotra wykonał wreszcie tzw. Cathedra Petri (1657-65) – bogatą oprawę dla tronu, mającego być według legendy tronem św. Piotra. Tron stawiony został na obłokach; u dołu stanęli czterej ojcowie Kościoła w bogato drapowanych szatach, a u góry umieszczono wieniec aniołów dookoła gołębicy Ducha Świętego, wykonanej w witrażu.

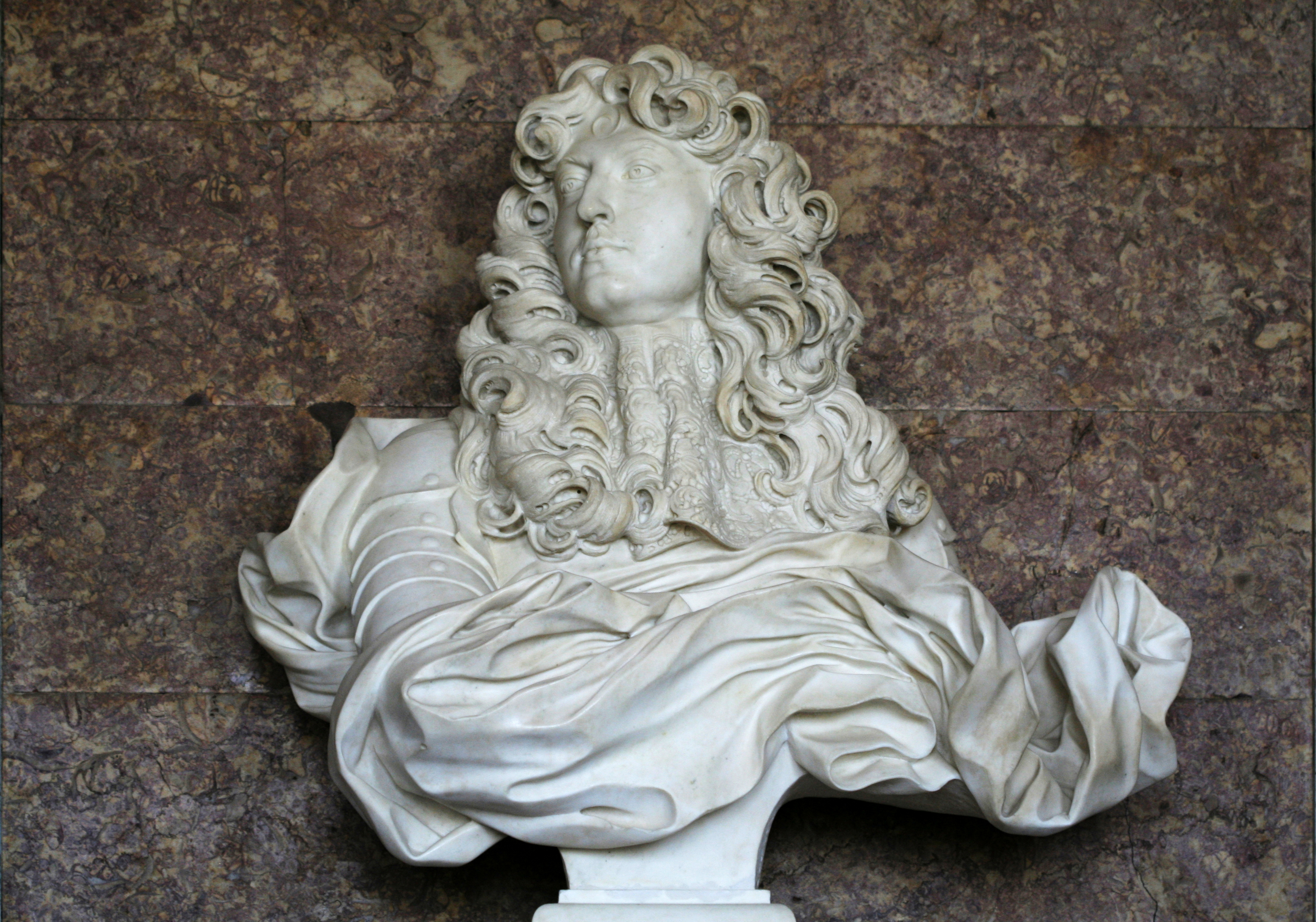
Popiersie Ludwika XIV, Wersal

W 1665 roku Ludwik XIV zaprosił Berniniego do Francji. 67-letni wówczas artysta miał zaprojektować wschodnią fasadę Luwru. Istniał co prawda projekt autorstwa Louis Le Vau, jednak odrzucił go Jean-Baptiste Colbert, nadzorujący przedsięwzięcia artystyczne. Nie spodobał mu się także żaden z projektów konkursowych François Mansarta, Jacques’a Lemercier, Jeana Marota, Pierre’a Cottarta i Claude’a Perraulta. Za pośrednictwem Poussina Colbert przesłał projekty do Rzymu, gdzie Borromini, Carlo Rainaldi i Pietro da Cortona ocenili je i odesłali wraz z własnymi propozycjami. Znów jednak nie przypadły one do gustu Colbertowi. Zaproszono więc Berniniego. Obok zaakceptowanego przez króla projektu Luwru Bernini we Francji wykonał ołtarz do kościoła Val-de-Grâce i popiersie Ludwika XIV. Po wmurowaniu kamienia węgielnego, hojnie wynagrodzony Bernini powrócił do Rzymu. Wkrótce jednak doszło do porzucenia jego planu i realizacji bardziej klasycyzującego projektu Claude’a Perraulta. Bernini swój niezrealizowany plan wykorzystał w fasadzie pałacu Chigi w Rzymie.
Po powrocie do Rzymu (1665-67) artysta wykonał dla Aleksandra VII bazę rzeźbiarską pod obelisk na Piazza Santa Maria sopra Minerva. Bernini wyrzeźbił cokół z ustawionym na nim osiodłanym słoniem i obeliskiem na jego grzbiecie. W latach 70. wykonał swoje późne dzieło – śmierć błogosławionej Ludwiki Albertoni dla kościoła San Francesco a Ripa. Choć stan Ludwiki jest podobny do stanu Teresy – ból połączony z błogością – jednak wraz tej rzeźby nie jest już tak silny. W tym okresie wykonał też nagrobek dla Aleksandra VII, o podobnym schemacie kompozycyjnym do nagrobka Urbana VIII. Nagrobek ustawiony jest w niszy i skomponowany wokół drzwi – symbolu przejścia do nowego życia. Nad nimi wyrzeźbiona jest fałdowana tkanina, personifikacje i wymowny szkielet, trzymający klepsydrę. Całość wieńczy cokół z klęczącą figurą papieża.
Ostatnim dziełem architektonicznym Berniniego jest kościół Sant’Andrea al Quirinale w Rzymie, założony na planie owalu. Jego fasada składa się z dwóch zdwojonych pilastrów dźwigających belkowanie i przyczółek. Między pilastrami dostawiony jest półkolisty portyk, a ponad nim usytuowane jest okno termalne.

## Lista dzieł
Poniższa lista nie jest wyczerpująca.

### Rzeźba i mała architektura
| Ilustracja | Tytuł                                                   | Datowanie    | Technika i wymiary          | Lokalizacja                                        |
|            | Popiersie Giovanniego Battisty Santoni                  | ok. 1612 (?) | marmur                      | Bazylika św. Praksedy, Rzym                        |
|            | Koza Amaltea z Zeusem i satyrem                         | ok. 1611-12  | marmur, wys. 45 cm          | Galeria Borghese, Rzym                             |
|            | Eneasz, Anchizes i Askaniusz                            | 1618-19      | marmur, wys. 220 cm         | Galeria Borghese, Rzym                             |
|            | Dawid                                                   | 1623-24      | marmur, wys. 170 cm         | Galeria Borghese, Rzym                             |
|            | Pluton i Prozerpina (Porwanie Prozerpiny przez Plutona) | 1621-22      | marmur, wys. 255 cm         | Galeria Borghese, Rzym                             |
|            | Apollo i Dafne                                          | 1622-25      | marmur, wys. 243 cm         | Galeria Borghese, Rzym                             |
|            | Neptun i Tryton                                         | ok. 1622     | marmur                      | Muzeum Wiktorii i Alberta, Londyn                  |
|            | Baldachim nad grobem św. Piotra                         | 1624-33      | brąz, złoto, wys. 28 m      | Bazylika św. Piotra, Watykan                       |
|            | Fontanna Trytona                                        | 1624-43      | trawertyn                   | Piazza Barberini, Rzym                             |
| Zdjęcie    | Nagrobek Urbana VIII                                    | 1624-1643    | marmur, brąz, złoto         | Bazylika św. Piotra, Watykan                       |
|            | Popiersie Scipione Borghese                             | 1632         | marmur, wys. 78 cm          | Galleria Borghese, Rzym                            |
|            | Popiersie Costanzy Bonarelli                            | ok. 1635     | marmur, wys. 72 cm          | Museo Nazionale del Bargello, Florencja            |
|            | Św. Longin                                              | 1629-38      | Marmur, wys. 440 cm         | Bazylika św. Piotra                                |
|            | Popiersie Armanda Richelieu                             | 1640-41      | marmur                      | Luwr                                               |
|            | Ekstaza św. Teresy                                      | 1647-52      | marmur, wys. 350 cm         | kaplica Coronaro, Santa Maria della Vittoria, Rzym |
|            | Fontanna Czterech Rzek                                  | 1648-51      | marmur i trawertyn          | Piazza Navona, Rzym                                |
|            | Fontana del Moro                                        | 1653-54      | marmur                      | Piazza Navona, Rzym                                |
|            | Cathedra Petri                                          | 1657-65      | marmur, złoto, stiuk        | Bazylika św. Piotra                                |
|            | Słoń i obelisk                                          | 1665-67      | marmur                      | Piazza Santa Maria sopra Minerva, Rzym             |
|            | Popiersie Ludwika XIV                                   | 1665         | marmur, wys. 80 cm          | Wersal                                             |
|            | Popiersie Gabriele Fonesca                              | 1668-75      | marmur                      | San Lorenzo in Lucina                              |
|            | Nagrobek Aleksandra VII                                 | 1673-74      | marmur, brąz, złoto         | Bazylika św. Piotra                                |
|            | Bł. Ludovica Albertoni                                  | 1671-74      | marmur i jaspis, dł. 188 cm | San Francesco a Ripa, Rzym                         |
|            | Salvator Mundi                                          | 1680         | marmur, wys. 103 cm         | San Sebastiano Fuori le Mura, Rzym                 |
|            | Jesień                                                  | 1615-1618    | marmur                      | kolekcja prywatna                                  |

### Architektura i urbanistyka
| Ilustracja | Nazwa, lokalizacja                                            | Datowanie |
|            | Santa Bibiana, Rzym                                           | 1624-26   |
|            | Palazzo Barberini, Rzym (jako współautor)                     | 1626-29   |
|            | Plac Świętego Piotra                                          | 1656-67   |
|            | Santo Tommaso da Villanova, Castel Gandolfo                   | 1658-61   |
|            | Santa Maria della Assunzione, Ariccia                         | 1662-64   |
|            | Scala Reggia (Schody Królewskie w kaplicy Sykstyńskiej), Rzym | 1663-66   |
|            | Wschodnia fasada Luwru (niezrealizowana)                      | 1664      |
|            | Sant’Andrea al Quirinale (kościół św. Andrzeja w Rzymie)      | 1658-61   |